# Francis Joffo
Pour les articles homonymes, voir Joffo.
Francis Joffo est un acteur, auteur et metteur en scène français, né le 9 juin 1937 aux Pavillons-sous-Bois et mort le 11 juin 2013 à Neuilly-sur-Seine.
Il a principalement joué pour la télévision, surtout dans l'émission Au théâtre ce soir, qui a fait sa notoriété. Il est aussi dramaturge.

## Biographie
Francis Michel Joffo est né en 1937 à Pavillons-sous-Bois,.

## Théâtre

### Auteur
- 1995 :  Quelle famille !
- 1996 : Vacances de rêve
- 1998 : Face à face
- 1999 : Le Gros Lot
- 2001 : La Soupière
- 2003 : Quel cinéma !
- 2012 : Coups de foudre

### Comédien
- 1957 : Périclès, prince de Tyr de William Shakespeare, mise en scène René Dupuy, théâtre de l'Ambigu
- 1961 : Un certain monsieur Blot de Robert Rocca, mise en scène René Dupuy, théâtre Gramont
- 1963 : C'est ça qui m'flanqu'le cafard d'Arthur L. Kopit, mise en scène Jean Le Poulain, théâtre des Bouffes-Parisiens
- 1964 : Têtes de rechange de Jean-Victor Pellerin, mise en scène Jean Le Poulain, théâtre des Bouffes-Parisiens
- 1964 : Le Minotaure de Marcel Aymé, mise en scène Jean Le Poulain, théâtre des Bouffes-Parisiens
- 1964 : Moumou de Jean de Létraz, mise en scène Jean Le Poulain, théâtre des Bouffes-Parisiens
- 1965 : Pourquoi pas Vamos de Georges Conchon, mise en scène Jean Mercure, théâtre Édouard-VII
- 1965 : Les Filles de Jean Marsan, mise en scène Jean Le Poulain, théâtre Édouard-VII
- 1967 : Interdit au public de Jean Marsan, mise en scène Jean Le Poulain, théâtre Saint-Georges
- 1968 : Interdit au public de Jean Marsan, mise en scène Jean Le Poulain, théâtre Saint-Georges
- 1969 : Interdit au public de Jean Marsan, mise en scène Jean Le Poulain, théâtre des Célestins
- 1969 : Le Bourgeois gentilhomme de Molière, mise en scène Jean Le Poulain, Festival d'Arles
- 1970 : Pourquoi m'avez-vous posée sur le palier ? de Catherine Peter Scott, mise en scène Jean-Pierre Grenier, théâtre Saint-Georges
- 1971 : La Soupière de Robert Lamoureux, mise en scène Robert Lamoureux & Francis Joffo, théâtre Édouard-VII
- 1972 : Le noir te va si bien de Jean Marsan, mise en scène Jean Le Poulain, théâtre Antoine
- 1973 : Le Bourgeois gentilhomme de Molière, mise en scène Jean Le Poulain, théâtre Mogador
- 1974 : Le Bourgeois gentilhomme de Molière, mise en scène Jean Le Poulain, mai de Versailles
- 1974 : Le Mari, la Femme et la Mort d'André Roussin, mise en scène de l'auteur, théâtre des Célestins, tournée Herbert-Karsenty
- 1976 : Voyez-vous ce que je vois ? de Ray Cooney et John Chapman, mise en scène Jean Le Poulain, théâtre de la Michodière
- 1982 : Une fille drôlement gonflée de Ray Cooney et Gene Stone, mise en scène Francis Joffo, théâtre de la Potinière
- 1991 : À vos souhaits de Pierre Chesnot, mise en scène Francis Joffo, théâtre Antoine
- 1993 : L'Amour foot de Robert Lamoureux, mise en scène Francis Joffo, théâtre Antoine
- 1996 : Vacances de rêve de Francis Joffo, mise en scène de l'auteur, théâtre du Palais-Royal
- 1998 : Face à face de Francis Joffo, mise en scène de l'auteur, théâtre du Palais-Royal
- 2001 : Quelle famille ! de Francis Joffo, mise en scène Francis Joffo, théâtre Saint-Georges, théâtre du Palais-Royal
- 2008 : Vacances de rêve de Francis Joffo, mise en scène de l'auteur

### Metteur en scène
- 1965 : Copains Clopant de Christian Kursner, théâtre Charles de Rochefort, théâtre du Gymnase
- 1966 : Ange pur de Gaby Bruyère, théâtre Édouard-VII
- 1968 : Le Grand Zèbre de Jean-Jacques Bricaire et Maurice Lasaygues, théâtre des Variétés
- 1971 : La Soupière de Robert Lamoureux, mise en scène avec Robert Lamoureux, théâtre Édouard-VII
- 1974 : Le Charlatan de Robert Lamoureux, théâtre des Bouffes-Parisiens
- 1977 : Divorce à la française de Bernard Alazraki, théâtre des Nouveautés
- 1978 : La Cuisine des anges d'Albert Husson, théâtre des Célestins
- 1979 : Les Vignes du Seigneur de Robert de Flers et Francis de Croisset, théâtre des Célestins
- 1982 : Une fille drôlement gonflée de Ray Cooney et Gene Stone, théâtre de la Potinière
- 1985 : Louloute de Jean Barbier, théâtre des Nouveautés
- 1987 : La Taupe de Robert Lamoureux, théâtre Antoine
- 1987 : Le Pyromane de Jean-Marie Pélaprat, Petit Odéon
- 1987 : Le Mari, la Femme et la Mort d'André Roussin, théâtre de la Renaissance, Tournée Karsenty
- 1988 : Quelle famille ! de Francis Joffo, théâtre Fontaine
- 1989 : Adélaïde 90 de Robert Lamoureux, théâtre Antoine
- 1991 : À vos souhaits de Pierre Chesnot, théâtre Antoine
- 1993 : L'Amour foot de Robert Lamoureux, théâtre Antoine
- 1996 : Vacances de rêve de Francis Joffo, théâtre du Palais-Royal
- 1996 : Si je peux me permettre de Robert Lamoureux, théâtre des Nouveautés
- 1998 : Face à face de Francis Joffo, théâtre du Palais-Royal
- 1999 : Si je peux me permettre de Robert Lamoureux, théâtre Saint-Georges
- 2001 : Quelle famille ! de Francis Joffo, théâtre Saint-Georges, théâtre du Palais-Royal
- 2001 : La Soupière de Robert Lamoureux, théâtre Comédia
- 2002 : Le Charlatan de Robert Lamoureux, théâtre Saint-Georges
- 2003 : Quel cinéma ! de Francis Joffo, théâtre du Palais-Royal
- 2004 : Les Rustres de Carlo Goldoni, théâtre Saint-Georges
- 2008 : Vacances de rêve de Francis Joffo

## Filmographie

### Cinéma
- 1976 : Cours après moi que je t'attrape de Robert Pouret
- 1985 : L'amour propre ne le reste jamais très longtemps de Martin Veyron

### Télévision

#### Téléfilms
- 1973 : Pour Vermeer de Jacques Pierre
- 1980 : Le Marchand de Venise
- 1983 : Le Tartuffe ou l'Imposteur de Molière, réalisation Marlène Bertin

#### Séries télévisées
- 1964 : Commandant X
- 1969 : Café du square
- 1973 : Pour Vermeer de Jacques Pierre
- 1977 : Banlieue Sud-Est

### Au théâtre ce soir
- 1968 : Le Minotaure de Marcel Aymé, mise en scène Jean Le Poulain, réalisation Pierre Sabbagh, théâtre Marigny
- 1970 : Le Bourgeois gentilhomme de Molière, mise en scène Jean Le Poulain, réalisation Pierre Sabbagh, théâtre Marigny
- 1971 : Fric-Frac d'Édouard Bourdet, mise en scène Jean Le Poulain, réalisation Pierre Sabbagh, théâtre Marigny
- 1971 : Zoé de Jean Marsan, mise en scène de l'auteur, réalisation Pierre Sabbagh, théâtre Marigny
- 1971 : De doux dingues de Joseph Carole, mise en scène Jean Le Poulain, réalisation Georges Folgoas, théâtre Marigny
- 1973 : La Nuit des rois de William Shakespeare, mise en scène Jean Le Poulain, réalisation Georges Folgoas, théâtre Marigny
- 1973 : La Reine blanche de Pierre Barillet et Jean-Pierre Gredy, mise en scène Jacques Sereys, réalisation Georges Folgoas, théâtre Marigny
- 1973 : Pétrus de Marcel Achard, mise en scène Jean Le Poulain, réalisation Georges Folgoas, théâtre Marigny
- 1975 : Le noir te va si bien de Jean Marsan d'après Saul O'Hara, mise en scène Jean Le Poulain, réalisation Pierre Sabbagh, théâtre Édouard-VII
- 1977 : Le Faiseur d'Honoré de Balzac, mise en scène Pierre Franck, réalisation Pierre Sabbagh, théâtre Marigny
- 1978 : Le Misanthrope et l'Auvergnat d'Eugène Labiche et Marc Michel, mise en scène Jean Le Poulain, réalisation Pierre Sabbagh, théâtre Marigny
- 1982 : Le Caveau de famille de Pierre Chesnot, mise en scène Francis Joffo, réalisation Pierre Sabbagh, théâtre Marigny
- 1982 : Allo Hélène de Ray Cooney et Gene Stone, mise en scène adaptation Alain Scoff et Pierre Charras, uniquement mise en scène, réalisation Pierre Sabbagh, théâtre Marigny
- 1984 : Le Malade imaginaire de Molière, mise en scène Jean Le Poulain, réalisation Pierre Sabbagh, théâtre Marigny